# 4401 Aditi
4401 Aditi је Амор астероид са средњом удаљеношћу од Сунца која износи 2,581 астрономских јединица (АЈ).
Апсолутна магнитуда астероида је 15,8.